# Deutsches Institut für Normung

DIN-Logo

Deutsches Institut für Normung (DIN) är Tysklands standardiseringsorganisation. DIN ansvarar för standardiseringsfrågor i Tyskland och sitter med i internationella normorganisationer. DIN har bland annat utvecklat pappersstandarden A-format (DIN 476 med storlekarna A0–A8) och typsnittet DIN 1451.

## Historia
DIN grundades 1917 som Normenausschuss der deutschen Industrie (NADI). NADI arbetade från normer för den tyska industrin (Deutsche Industrie-Normen). Den första normen kom 1918 och var DIN 1 Kegelstifte. Sedan 1920 är DIN en registrerad förening. 1922 följde DIN:s mest kända norm, DIN 476 för pappersformat med indelningar som A3, A4 etc. 1926 fick NADI namnet Deutscher Normenausschuss (DNA) som en följd av att dess verksamhet vidgats utanför industrin. DIN som står för Deutsche Industrie-Norm försökte man även lansera som "Das Ist Norm" för att bredda begreppet och klargöra att det inte enbart handlade om industrinormer, men detta har aldrig slagit igenom. Efter andra världskriget återupptog man sin verksamhet och 1951 blev man medlem i ISO som ansvarig för standardisering i tysktalande länder.
1975 antog man namnet DIN Deutsches Institut für Normung e. V. 1975 undertecknades även ett avtal mellan DIN och den tyska staten där man fastslog DIN som den enda nationella normeringsorganisationen. DIN företräder Tyskland i internationella normeringsärenden och är medlem i den Internationella Standardiseringsorganisationen (ISO) och den europeiska standardiseringsorganisationen CEN.

## Exempel på DIN-standarder
Inom fotografi pratar man ofta om DIN-talet som anger hur kraftig exponering som krävs för att filmen skall få motivsvärtning även i skuggpartier. Idag anges detta ofta som ett ISO-tal.
- DIN 11 Whitworthgänga
- DIN 13 Metrisk ISO-gänga
- DIN 315 Vingmutter
- DIN 1025 Varmvalsade stålprofiler, normalprofiler
- DIN 6914 Normen för HV stålbyggnadsskruven.